# Mario Aji
Mario Suryo Aji (Madiun, Indonesia, 16 de marzo de 2004) es un piloto indonesio de motociclismo que pertenece al equipo Idemitsu Honda Team Asia de la categoría de Moto2 del Campeonato Mundial.

## Resultados

### Asia Talent Cup
(Carreras en negrita indica pole position, carreras en cursiva indica vuelta rápida)
| Año  | Moto  | 1     | 2     | 3     | 4       | 5     | 6     | 7       | 8     | 9     | 10    | 11    | 12    | Pos. | Pts. |
| ---- | ----- | ----- | ----- | ----- | ------- | ----- | ----- | ------- | ----- | ----- | ----- | ----- | ----- | ---- | ---- |
| 2018 | Honda | QAT 2 | QAT 4 | THA 2 | THA Ret | MAL 1 | MAL 9 | CHA Ret | CHA 5 | JPN 6 | JPN 4 | SEP 3 | SEP 5 | 5.°  | 123  |

### Red Bull MotoGP Rookies Cup
(Carreras en negrita indica pole position, carreras en cursiva indica vuelta rápida)
| Temp. | 1      | 2      | 3      | 4      | 5      | 6       | 7       | 8       | 9      | 10     | 11     | 12      | Pos. | Pts. |
| ----- | ------ | ------ | ------ | ------ | ------ | ------- | ------- | ------- | ------ | ------ | ------ | ------- | ---- | ---- |
| 2019  | JER 10 | JER 10 | MUG 14 | ASS    | ASS    | SAC     | SAC     | RBR Ret | RBR 15 | MIS 10 | ARA 5  | ARA 6   | 16.º | 42   |
| 2020  | RBR 13 | RBR 19 | RBR 14 | RBR 12 | ARA 12 | ARA 11  | ARA 11  | ARA 11  | VAL 2  | VAL 10 | VAL 5  | VAL Ret | 11.º | 65   |
| 2021  | POR 12 | POR 11 | JER 8  | JER 5  | MUG 8  | MUG Ret | SAC Ret | SAC 7   | RBR 14 | RBR 11 | RBR 17 | RBR 15  | 16.° | 53   |

### Campeonato del Mundo de Motociclismo
Sistema de puntuación de 1993 hasta 2022:
| Posición | 1.º | 2.º | 3.º | 4.º | 5.º | 6.º | 7.º | 8.º | 9.º | 10.º | 11.º | 12.º | 13.º | 14.º | 15.º |
| Puntos   | 25  | 20  | 16  | 13  | 11  | 10  | 9   | 8   | 7   | 6    | 5    | 4    | 3    | 2    | 1    |

Sistema de puntuación desde 2023 en adelante:
| Posición       | 1.º | 2.º | 3.º | 4.º | 5.º | 6.º | 7.º | 8.º | 9.º | 10.º | 11.º | 12.º | 13.º | 14.º | 15.º |
| Puntos         | 25  | 20  | 16  | 13  | 11  | 10  | 9   | 8   | 7   | 6    | 5    | 4    | 3    | 2    | 1    |
| Carrera sprint | 12  | 9   | 7   | 6   | 5   | 4   | 3   | 2   | 1   |      |      |      |      |      |      |

#### Por categoría
| Cat.  | Temp.         | 1.er Gran Premio | 1.er Podio    | 1.ª Victoria  | Carreras | Victorias | Podios | Poles | VR | Pts | CM |
| ----- | ------------- | ---------------- | ------------- | ------------- | -------- | --------- | ------ | ----- | -- | --- | -- |
| Moto3 | 2021-2023     | Catar 2021       |               |               | 41       | 0         | 0      | 0     | 0  | 9   | 0  |
| Moto2 | 2024-         | Catar 2024       |               |               | 19       | 0         | 0      | 0     | 0  | 4   | 0  |
| Total | 2021–Presente | 2021–Presente    | 2021–Presente | 2021–Presente | 60       | 0         | 0      | 0     | 0  | 13  | 0  |

#### Por temporada
| Temp. | Cat.  | Moto  | Equipo                   | Carreras | Victorias | Podios | Poles | V.Ráp. | Pts. | Pos. |
| ----- | ----- | ----- | ------------------------ | -------- | --------- | ------ | ----- | ------ | ---- | ---- |
| 2021  | Moto3 | Honda | Honda Team Asia          | 1        | 0         | 0      | 0     | 0      | 0    | 36.º |
| 2022  | Moto3 | Honda | Honda Team Asia          | 20       | 0         | 0      | 0     | 0      | 5    | 26.º |
| 2023  | Moto3 | Honda | Honda Team Asia          | 20       | 0         | 0      | 0     | 0      | 4    | 31.º |
| 2024  | Moto2 | Honda | Idemitsu Honda Team Asia | 19       | 0         | 0      | 0     | 0      | 4    | 29.° |
| 2025  | Moto2 | Honda | Idemitsu Honda Team Asia |          |           |        |       |        | *    | *    |
| Total | Total | Total | Total                    | 60       | 0         | 0      | 0     | 0      | 13   |      |

- * Temporada en curso.

#### Carreras por año
| Año  | Cat.  | Moto  | 1      | 2       | 3       | 4      | 5       | 6       | 7       | 8       | 9       | 10      | 11      | 12      | 13     | 14      | 15     | 16      | 17     | 18      | 19     | 20     | 21  | 22  | Pos. | Pts. |
| ---- | ----- | ----- | ------ | ------- | ------- | ------ | ------- | ------- | ------- | ------- | ------- | ------- | ------- | ------- | ------ | ------- | ------ | ------- | ------ | ------- | ------ | ------ | --- | --- | ---- | ---- |
| 2021 | Moto3 | KTM   | QAT    | DOH     | POR     | SPA    | FRA     | ITA     | CAT     | GER     | NED     | EST     | AUT     | GBR     | ARA    | RSM     | AME    | ERM 21  | ALG    | VAL     |        |        |     |     | 36.° | 0    |
| 2022 | Moto3 | Honda | QAT 19 | INA 14  | ARG 21  | AME 21 | POR 16  | SPA 17  | FRA 22  | ITA 13  | CAT Ret | GER 23  | NED 18  | GBR 17  | AUT 24 | RSM Ret | ARA 24 | JPN 17  | THA 21 | AUS Ret | MAL 21 | VAL 27 |     |     | 26.º | 5    |
| 2023 | Moto3 | Honda | POR 18 | ARG Ret | AME 12  | SPA 19 | FRA 21  | ITA 20  | GER 19  | NED 23  | GBR 22  | AUT 26  | CAT 17  | RSM 26  | IND 18 | JPN 23  | INA 25 | AUS Ret | THA 26 | MAL 19  | QAT 25 | VAL 23 |     |     | 31.º | 4    |
| 2024 | Moto2 | Honda | QAT 24 | POR 23  | AME Ret | SPA 16 | FRA INJ | CAT 15  | ITA 15  | NED 22  | GER Ret | GBR Ret | AUT Ret | ARA 15  | RSM 25 | ERM 19  | INA 18 | JPN Ret | AUS 15 | THA 16  | MAL 17 | SLD 16 |     |     | 29.º | 4    |
| 2025 | Moto2 | Honda | THA 15 | ARG Ret | AME 9   | QAT 23 | SPA DNS | FRA INJ | GBR INJ | ARA INJ | ITA INJ | NED INJ | GER INJ | CZE INJ | AUT    | HUN     | CAT    | RSM     | JPN    | INA     | AUS    | MAL    | POR | VAL | 23.º | 8    |

| Color     | Resultado                                                               |
| --------- | ----------------------------------------------------------------------- |
| Oro       | Ganador                                                                 |
| Plata     | 2.ª plaza                                                               |
| Bronce    | 3.ª plaza                                                               |
| Verde     | Finalizó en los puntos                                                  |
| Azul      | Finalizó sin puntos                                                     |
| Azul      | NC - No clasificado                                                     |
| Violeta   | Ret - No terminó (Carrera)                                              |
| Rojo      | DNQ - No se clasificó                                                   |
| Negro     | DSQ - Descalificado                                                     |
| Blanco    | DNS - No empezó (carrera)                                               |
| Blanco    | WD - Retirado (fin de semana)                                           |
| Blanco    | C - Carrera cancelada                                                   |
| Sin color | DNP - Inscrito pero no participó                                        |
| Sin color | INJ - Lesionado                                                         |
| Sin color | EX - Excluido                                                           |
| Estado    | Resultado                                                               |
| Negrita   | Pole position                                                           |
| Cursiva   | Vuelta rápida                                                           |
| x         | Posición en carrera sprint                                              |
| †         | Abandona, pero clasifica al completar el porcentaje requerido para ello |